# Stockholmsvägen

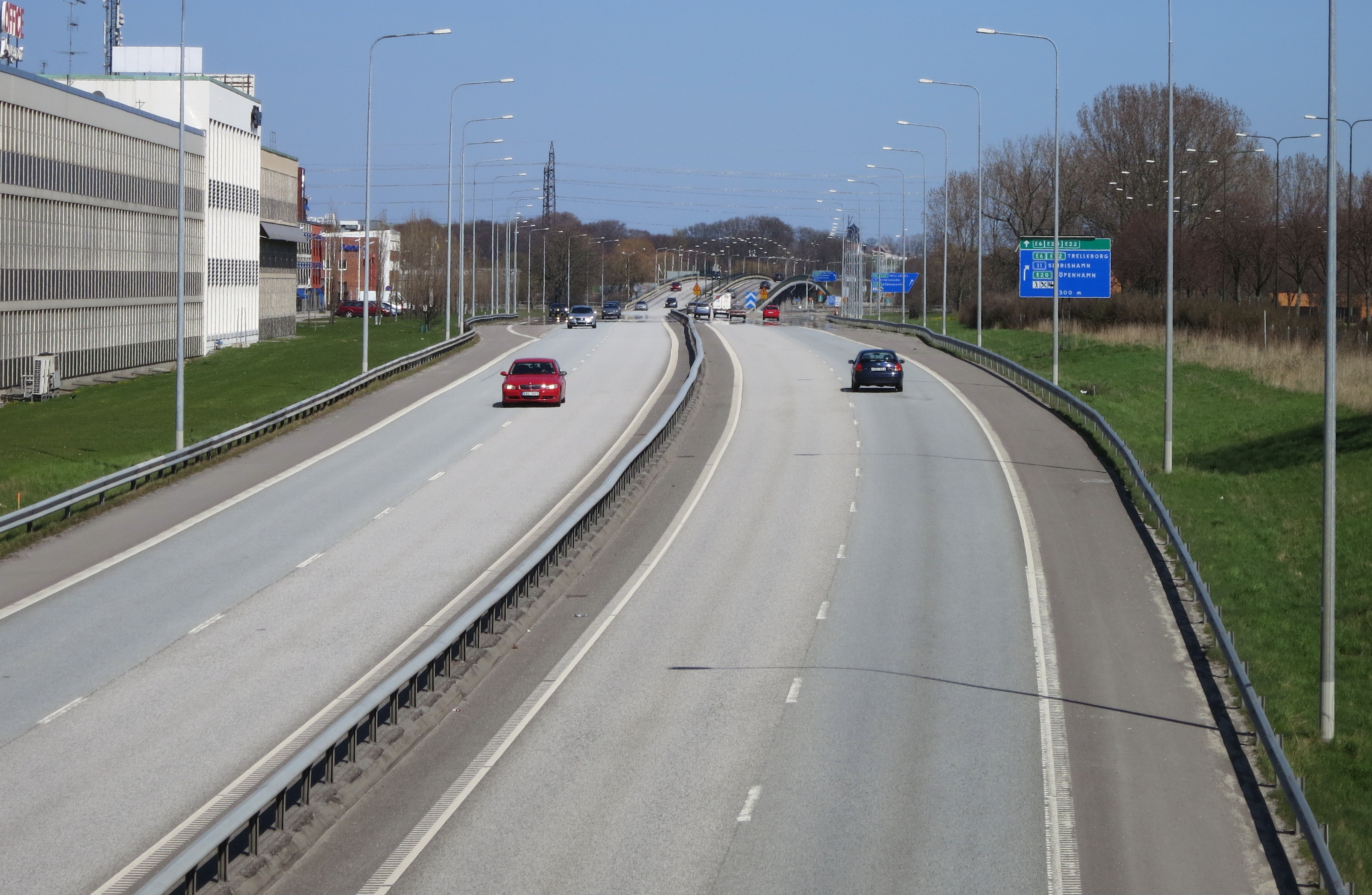
Stockholmsvägen vid Segevång.

Stockholmsvägen är en motorvägssträcka i Malmö och Arlöv, och tillhör de mest trafikerade i Stormalmö med över 60 000 fordon per dygn. Den går mellan Östervärn, nära centrala Malmö och till trafikplats Kronetorp vid E6, E20 och E22. Den är inte skyltad med något eget nummer och kallas E22.10 internt hos statliga och länsmyndigheter. Stockholmsvägen är det kommunala namnet.
Vägen kallades till en början för Autostradan, vilket också avsåg fortsättningen längs E22 till Lund. Denna motorvägssträcka, Malmö-Lund, är Sveriges första motorväg, invigd 1953.
Stockholmsvägen är inte längre en del av någon riks- eller europaväg eftersom de går på förbifarter utanför Malmö, Yttre Ringvägen och tidigare Inre Ringvägen.

## Avfarter längs motorvägen
|  | Nr | Namn                        | Skyltning                         |
|  | -- | --------------------------- | --------------------------------- |
|  |    | Trafikplats Sege            | Inre Ringvägen Trelleborg, Hamnen |
|  |    | Trafikplats Kronetorp Södra | Arlöv, Burlöv Center              |
|  | 18 | Trafikplats Kronetorp Norra | Göteborg, Kalmar                  |